# SMAD9
Smad9 (por su siglas en inglés Mothers Against Decantaplegic homolog, donde "Decapentaplegic" se refiere a una proteína descubierta en moscas que es Homóloga a la proteína morfogénica ósea humana), es uno de nueve miembros de la familia Smad, una proteína que, en los humanos, es codificado por el gen SMAD9. La Smad9 es llamada también SMAD8, y MADH6.

## Función
Como es el caso con otros Smad, el Smad9 sirve de mediador en la vía de señalización del factor de crecimiento transformante-beta (TGF-beta), implicada en una gama de actividades biológicas que incluyen el crecimiento celular, la apoptosis y la diferenciación celular. Smad9 es transportada al receptor cinasa BMP tipo 1 por medio de una proteína de anclaje de Smad para la activación del receptor (llamada, por sus siglas en inglés, SARA). La unión produce una señal por medio del cual Smad9 es fosforilada permitiendo la disociación de la proteína SARA y la subsecuente unión con el Smad4. La asociación con Smad4 es importante para la translocación de esta proteína al núcleo de célula, donde se une a promotores específicos en el ADN y forma un complejo de represión del proceso de transcripción junto con otros cofactores, participando así en el control de la expresión génica. 
Las acciones del Smad9 son reguladas por receptores, un proceso común en la familia Smad conocida como R-SMAD. Por ejemplo, la vía del Smad9 es activada por el receptor cinasa de la proteína morfogénica ósea tipo 1.

## Nomenclatura
La Smad9 pertenece a la familia de proteínas SMAD implicadas como moduladores de la expresión genética de múltiples vías de señalización celular. El nombre Smad deriva de la contracción del nombre de dos proteínas inicialmente identificadas en la Drosophila melanogaster (MAD o «Mothers against decantaplegic» y la expresión mothers against adicionada como un apunte de humor a la anécdota anglosajona que las madres usualmente forman organizaciones de protesta) y la proteína del nemátodo Caenorhabditis elegans (SMA o «small body size», que corresponde a genes mutados que alteran el tamaño corporal). Combinando las dos siglas Sma + Mad se obtine el de la proteína en cuestión: Smad, que es notoriamente homóloga a las anteriores.
Se ha descubierto que una mutación en el gen MAD de la Drosophila madre, reprime el gen decapentaplégico (dpp), en el embrión. Tales mutaciones Mad pueden ser colocadas en una serie alélica basada en la severidad relativa del efecto materno para neutralizar los débiles alelos dpp, explicándose con ello la alusión a las «Madres contra dpp».